# 飛鳥池工房遺跡

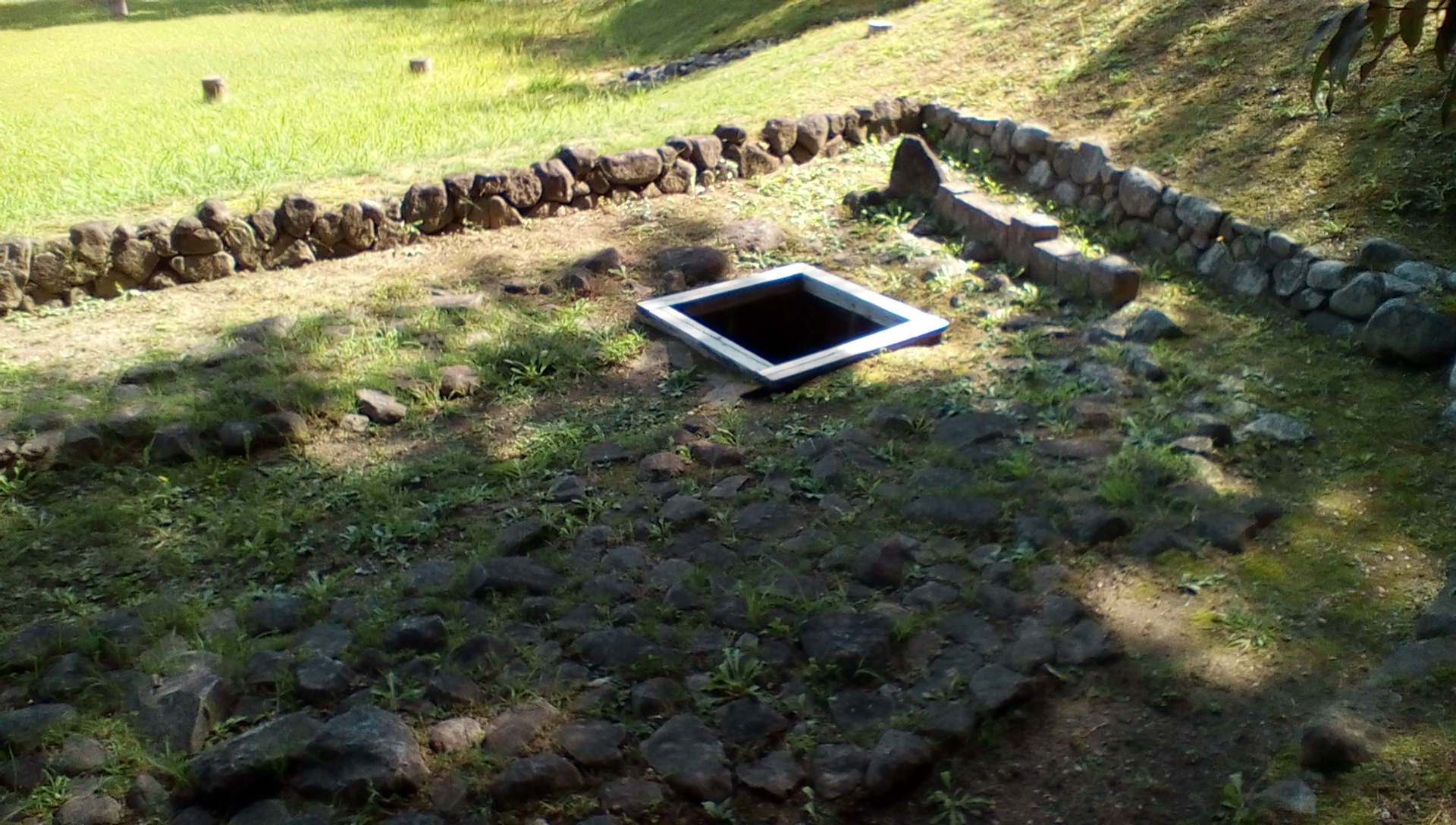
飛鳥池工房遺跡

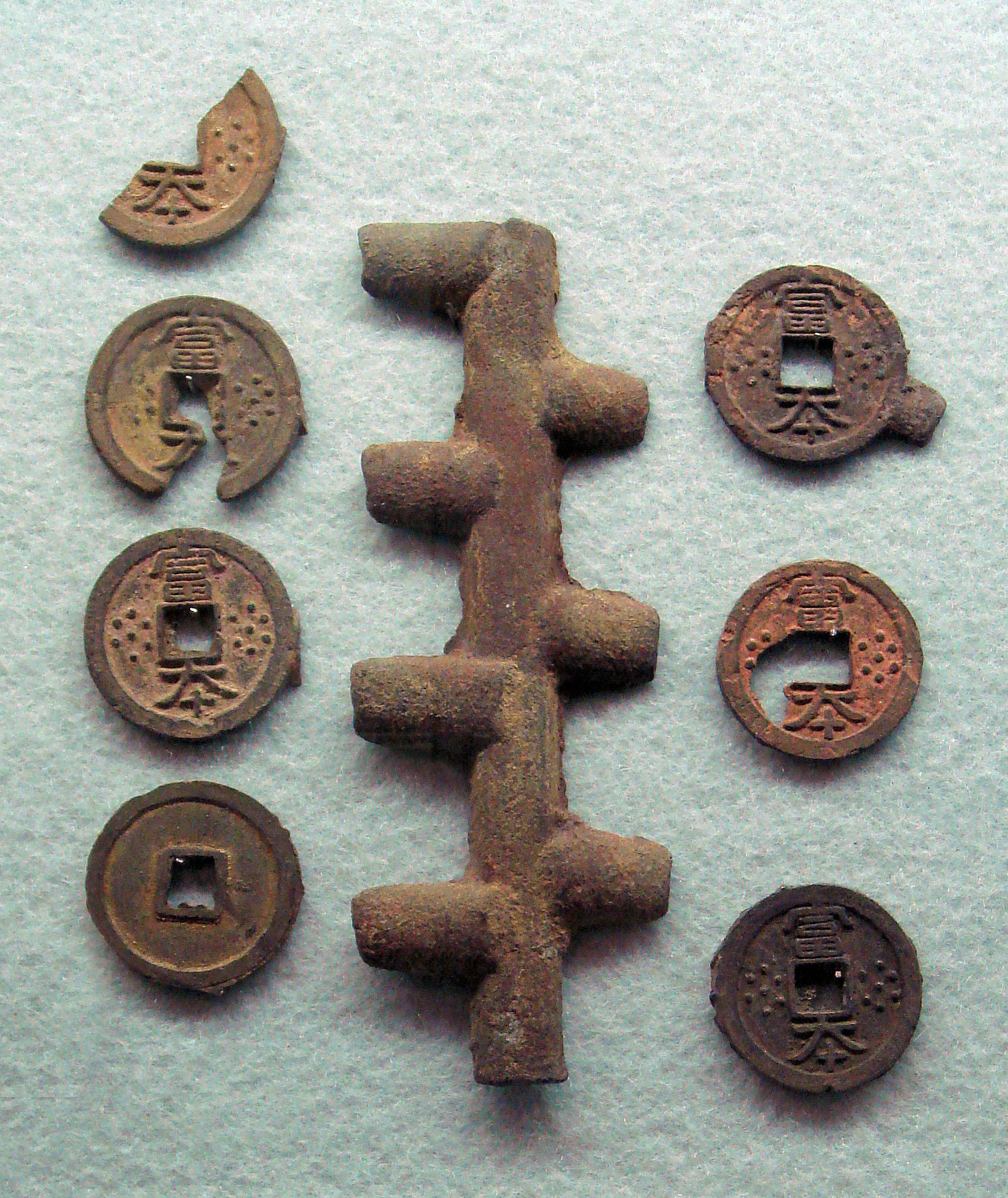
飛鳥池工房遺跡出土の富本銭と鋳棹（複製品、貨幣博物館）

飛鳥池工房遺跡（あすかいけこうぼういせき）は、奈良県明日香村大字飛鳥にある古代の工房遺跡。飛鳥寺の寺域の東南の谷あいにあり、江戸時代に築かれた溜池「飛鳥池」の下にあったことからこの名称がある。2001年に国の史跡に指定され、出土品は国の重要文化財への指定が答申されている（官報告示を経て正式指定となる）。

## 概要

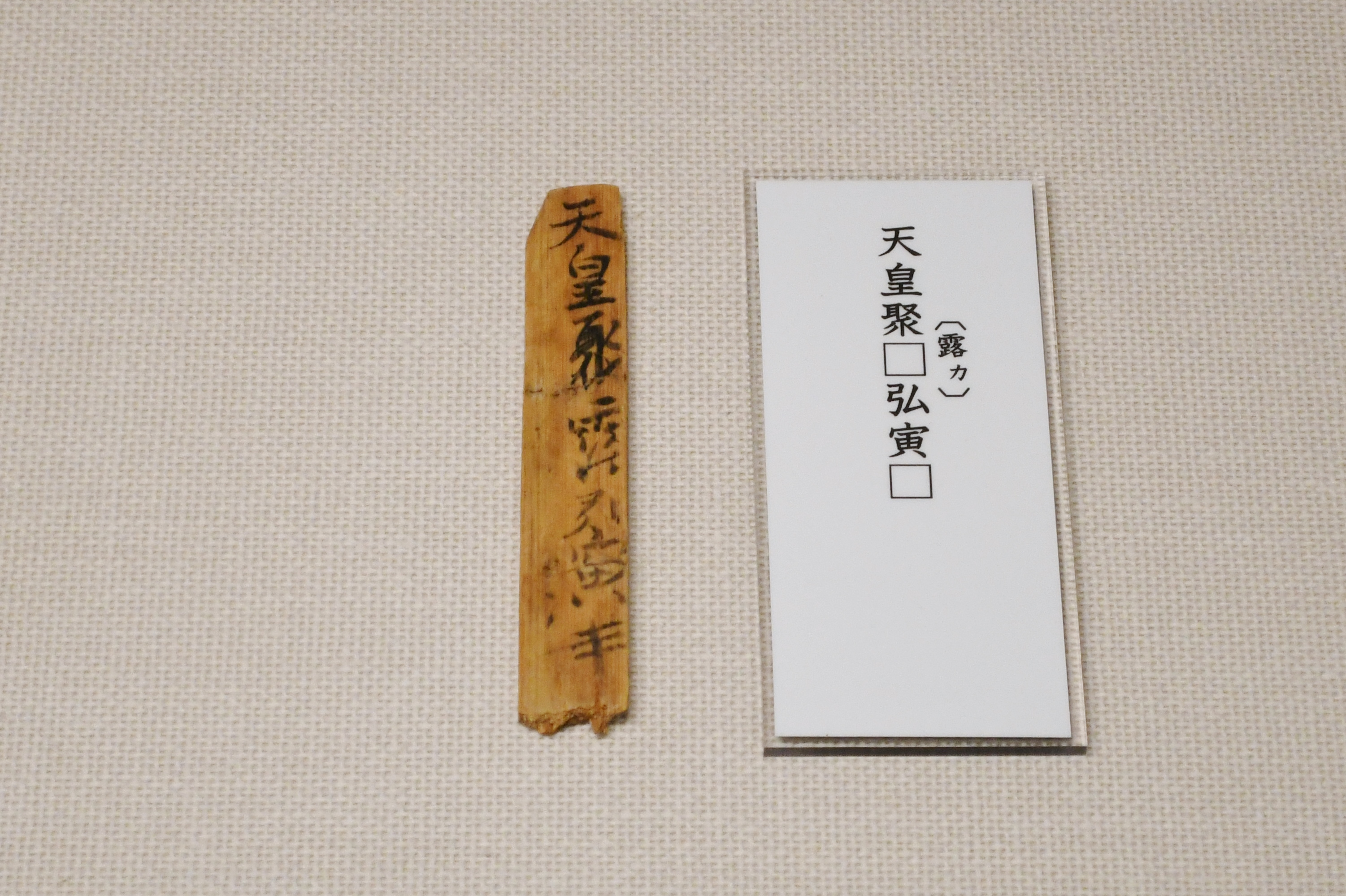
天皇の文字が確認できる日本最古の木簡の、複製。国立歴史民俗博物館展示。

1991年に飛鳥池の埋立工事に伴う事前調査で遺跡の存在が確認され、1997年から大規模な発掘調査が開始された。調査の結果、遺跡は谷筋に沿って南北230m以上にわたり、南側に工房・北側に関連する官衙とみられる施設の遺構跡が発見された。工房の遺構から、それぞれの工房ごとに金銀銅鉄などの金属加工、ガラス・水晶・琥珀などの玉類加工、更に漆器や瓦・鼈甲細工など業種別に配置された。総数300以上の炉を有した当時としては屈指の規模の工房跡であることが判明した。更に出土した木簡などから天武・持統天皇期（7世紀後期）から8世紀にかけての遺跡であることも確認された。特にそのうちのある工房からは富本銭の未成品560点および鋳型・鋳棹など鋳銭関連の出土品が発見されたことから、和同開珎以前に鋳造貨幣があったことが確認され、その位置づけについても議論が行われた。見つかった木簡の中でも「天皇聚露弘■■」（■■は文字不明）と書かれた木簡は現在確認されている中で「天皇」と書かれたもっとも古い史料である。
飛鳥寺の敷地に近接している上、飛鳥浄御原宮の北東に位置することから、飛鳥寺に付属する工房とする説と当時の国家あるいは皇室に関連する工房とする説がある。また、飛鳥寺に造寺司に相当する国家機関があった可能性もある。更に、律令国家における内匠寮などの技術系官司およびその工房の原形としても想定されている。

## その他
奈良文化財研究所は、同遺跡に関して、発掘調査の報告書が16年間に亘り未完成であったにもかかわらず、「完成した」とする虚偽の情報をウェブサイトに記載し続けていたことが、2021年12月24日に報じられた。2003年度に2004年度末の刊行が決まり、印刷業者と制作契約を締結したが、15万点を超える出土遺物の整理や分析に時間がかかり、報告書を作成できなかったと説明している。一方で同研究所は、制作費約910万円を業者に支払う不適切な会計処理を行い、ウェブサイトや発行物には2004年度に刊行済みとしていた（実際の完成は図版編が2008年度、本文編が2021年12月）。同研究所はコンプライアンス違反に当たるとして、本中真所長を厳重注意処分としたほか、発掘調査を担当した松村恵司前署長ら元所長2人も厳重注意相当となった。